# La Vie aigre (film)
Pour plus de détails, voir Fiche technique et Distribution.
La Vie aigre (titre original : La vita agra) est un film italien de Carlo Lizzani sorti en 1964 et adapté du livre homonyme de Luciano Bianciardi.

## Synopsis
Luciano Bianchi, un intellectuel de la province italienne, s'installe à Milan avec un but : faire sauter le bâtiment d'une grande entreprise pour venger la mort de 43 mineurs. Mais quand il arrive à la grande ville, il doit faire face à la société de consommation et à la vie trépidante de la grande ville. Il abandonne alors peu à peu son intention initiale. Le film est une analyse satirique des coutumes du miracle économique italien des années 1960 et une description amère de la destruction culturelle apportée par la société de consommation.

## Fiche technique
- Titre original : La vita agra
- Titre français : La Vie aigre
- Réalisateur : Carlo Lizzani
- Scénario : Sergio Amidei, Luciano Vincenzoni et Carlo Lizzani, d'après le roman de Luciano Bianciardi
- Décors : Enrico Tovalieri
- Costumes : Dario Della Corte
- Photographie : Erico Menczer
- Montage : Franco Fraticelli
- Musique : Piero Piccioni
- Production : E. Nino Krisman
- Société de production : Film Napoleon
- Lieux de tournage : Milan (Lombardie); Guastalla (Émilie-Romagne); Ribolla, une frazione de Roccastrada (Toscane)
- Pays d'origine : Italie
- Langue : italien
- Format : Noir et blanc - 35 mm - 1,66:1
- Genre : comédie satirique
- Durée : 100 minutes
- Date de sortie : Italie, 22 avril 1964 ; France, 16 janvier 2011, Cinémathèque française[1]

## Distribution
- Ugo Tognazzi : Luciano Bianchi, un intellectuel de la province italienne.
- Giovanna Ralli : Anna, une belle jeune communiste romaine, qui commence une relation avec Luciano.
- Nino Krisman : le président de la grande entreprise CIS.
- Giampiero Albertini : Libero Fornaciari, un mineur, concitoyen et ami de Luciano.
- Rossana Martini : Mara, l'épouse de Luciano.
- Enzo Jannacci : le musicien dans le restaurant.
- Elio Crovetto : Carlone, publiciste et colocataire de Luciano à Milan.
- Paola Dapino : Iolanda, le propriétaire de la maison.
- Pippo Starnazza : le bibliothécaire.
- Maria Pia Arcangeli : la secrétaire de la maison d'édition.
- Augusto Bonardi : l'attaché de presse.
- Antonio Bruno : le commissaire de police.
- Pupo De Luca (en) : Don Torneri, le prêtre.